# Agraylea costella
Agraylea costella är en nattsländeart som beskrevs av Ross 1941. Agraylea costella ingår i släktet Agraylea och familjen smånattsländor. Inga underarter finns listade i Catalogue of Life.